# The Real Estate
Pour plus de détails, voir Fiche technique et Distribution.
The Real Estate (Toppen av ingenting) est un film suédois réalisé par Måns Månsson et Axel Petersén, sorti en 2018.

## Fiche technique
- Titre : The Real Estate
- Titre original : Toppen av ingenting
- Réalisation : Måns Månsson et Axel Petersén
- Scénario : Axel Petersén
- Musique : Don Bennechi, Axel Boman, Louis Hackett et Tom Skinner
- Photographie : Måns Månsson
- Montage : Anna Brunstein et George Cragg
- Production : Sigrid Helleday et Måns Månsson
- Société de production : Flybridge, Across the Alley, Entertainment INT, Giants & Toys, C More Entertainment, Sveriges Television
- Pays de production :  Suède et  Royaume-Uni
- Genre : Drame
- Durée : 88 minutes
- Date de sortie : 
  - Suède : 16 mars 2018

## Distribution
- Léonore Ekstrand : Nojet
- Christer Levin : Lex
- Christian Saldert : Chris
- Olof Rhodin : Mickey
- Carl Johan Merner : Carl Serum
- Don Bennechi : Don

## Distinctions
Le film est présenté en sélection officielle en compétition à la Berlinale 2018.